# Stéphane Trần Ngọc
Stéphane Trần Ngọc là một nghệ sĩ vĩ cầm cổ điển người Pháp gốc Việt. Ông đã từng lưu diễn tại hơn 30 quốc gia trên thế giới và biểu diễn với tư cách nghệ sĩ độc tấu với một số dàn nhạc hàng đầu của Châu Âu.

## Tiểu sử
Stéphane Trần Ngọc sinh ra tại ngoại ô Paris, Pháp với cha là người Việt Nam còn mẹ là người Pháp. Dù không sinh ra trong gia đình nghệ thuật nhưng ông đều có cha mẹ ủng hộ tới con đường âm nhạc. Ông cho biết bản thân là người đầu tiên trong gia đình chơi nhạc. Ông bắt đầu học vĩ cầm từ năm 7 tuổi.

## Giáo dục
Stéphane Trần Ngọc tốt nghiệp hạng nhất chuyên ngành vĩ cầm và nhạc thính phòng tại Nhạc viện Quốc gia Paris khi mới 15 tuổi. Sau đó, ông sang Hoa Kỳ để theo học tại Nhạc viện của Đại học Brooklyn và tốt nghiệp Thạc sĩ trước khi theo học chuyên ngành. Sau đó ông có được bằng tốt nghiệp và bằng Tiến sĩ Nghệ thuật Âm nhạc tại Trường Juilliard ở New York.

## Sự nghiệp
Ông từng đoạt các giải thưởng vĩ cầm quốc tế uy tín như Lipizer, Paganini, Grand Prix. Ông cũng từng tham gia vào trải nghiệm âm thanh của các cây vĩ cầm cổ trong quá trình học tập tại Paris.
Các bản thu âm của Stéphane Trần Ngọc được xuất bản khắp nơi trên thế giới như Nigg - bản sonata dành cho vĩ cầm và dương cầm (dành được Giải thưởng Grand Prix năm 1996), Ysaye sonatas - đĩa CD dành tặng Ravel, Tam tấu cho kèn Horn của Brahms, bản sonate dành cho vĩ cầm và dương cầm  của Schumann (biểu diễn cùng nghệ sĩ piano người Mỹ Brian Ganz).
Stéphane Trần Ngọc cũng từng đoạt giải tại Liên hoan âm nhạc Aspen, cuộc thi quốc tế Long-Thibaud năm 1990 (nơi ông đạt giải Grand Prix và giải thưởng của Khán giả bình chọn). Ông còn biểu diễn tại các khán phòng hòa nhạc danh tiếng như Carnegie Weill Hall, Paris’ Salle Gaveau, Salle Pleyel, Nhà hát Champs-Elysées, cũng như Nhà hát Suntori ở Tokyo, Nhà hát Quốc gia Bắc Kinh. Ông cũng biểu diễn độc tấu cùng những dàn nhạc nổi tiếng nhất Châu Âu như Dàn nhạc Radio-France, Dàn nhạc Monte-Carlo, Dàn nhạc Thính phòng Paris, Dàn nhạc Quốc gia Ile-de-France và Dàn nhạc Giao hưởng Shinsei tại Nhật Bản.
Stéphane Trần Ngọc lần đầu về Việt Nam biểu diễn năm 1992. Mỗi khi về Việt Nam biểu diễn, Stéphane Trần Ngọc thường tham gia giảng dạy theo lời mời của các trường đào tạo nghệ thuật. Ông còn được biết đến là một trong những giảng viên vĩ cầm trẻ nhất ở Học viện Âm nhạc Quốc gia Lyon (Pháp). Sau đó, ông tiếp tục giảng dạy tại Học viện Âm nhạc Lawrence (Mỹ) và là Trưởng khoa Dây của Trường Âm nhạc London (Anh).
Stephane Trần Ngọc từng có một màn biểu diễn gây ấn tượng cho khán giả tại thành phố Hồ Chí Minh vào tháng 7 năm 2017 khi ông chơi độc tấu một bản caprice của Paganini, một tác phẩm có độ khó kỹ thuật cao được sáng tác để thể hiện khả năng kỹ thuật vĩ cầm. Ông cũng được mời tham dự nhiều liên hoan âm nhạc và là thành viên hội đồng giám khảo các cuộc thi quốc tế.
Stéphane Trần Ngọc hiện đang sống ở châu Âu. Ông phân chia thời gian giữa Pháp và Đan Mạch.

## Nhạc cụ
Stéphane Trần Ngọc đang sử dụng cây vĩ cầm được chế tác từ năm 1709 bởi nghệ nhân làm đàn danh tiếng Francesco Gobetti (1675 – 1723). Cây đàn này được coi là một trong những nhạc cụ "siêu phẩm" có giá trị lên tới hàng triệu đô la. Ông cho biết hiện tại mình đang tích lũy 4 - 5 cây đàn để sử dụng. Ông cũng thừa nhận bản thân đã mua một số cây đàn cổ nhưng "không muốn nói về giá trị tài chính của những cây đàn này".

## Nhận định
Stéphane Trần Ngọc cũng được đánh giá cao về trình độ sư phạm khi ông giữ vị trí một trong những giáo viên dạy vĩ cầm trẻ nhất ở cấp cao nhất nước Pháp tại Conservatoire National Supérieur de Musique de Lyon trong nhiều năm. Báo Người Lao Động nhận xét ông là nghệ sĩ "có trình độ bậc thầy". Các chuyên gia âm nhạc nhận định ông có “âm thanh cực kỳ tinh tế”. Báo Đại đoàn kết thì nhận xét ông là một nghệ sĩ vĩ cầm "có đẳng cấp quốc tế".